# Hans Steingen
Hans Steingen (* April 1963 in Ratingen) ist ein deutscher Musiker, Dirigent, Komponist, Arrangeur und Musikproduzent.

## Leben
Hans Steingen wuchs im nordrhein-westfälischen Lintorf auf. Er hatte den ersten Klavierunterricht im Alter von drei Jahren. 1975 trat er zum ersten Mal als Solist vor Publikum auf und spielte in verschiedenen Gruppen und Jugendorchestern. Zu dieser Zeit wurde er Mitglied im Lions Club Niederrhein. Er studierte anschließend klassisches, Jazzpiano und Komposition. Zu seinen Lehrern gehörten Jordi Torra und Bernhard Bücker. 1979 begann er mit computerunterstützter Klangverarbeitung zu experimentieren. Seit dieser Zeit spannt er immer wieder einen Bogen von klassischer zu populärer Musik. Nach dem Abitur am Collegium Augustinianum Gaesdonck arbeitete er von 1982 bis 1984 als Session-Musiker in England und Deutschland, gab Seminare für computererstellte Musik und gab verschiedene Konzerte als Solist und in diversen Ensembles. 1985 gründete er „Big Noise Recordingstudio & Musicproduction“ in Düsseldorf und arbeitete im Anschluss für das WDR Sinfonieorchester und die Münchner Philharmoniker. Er entwickelte auch Musik für Werbefilme, wie zum Beispiel Everlasting Friends für Holsten Bier.
Er übernahm die musikalische Leitung auf der Expo 2000 in Adolf Winkelmanns Deutschland.Pict im Deutschen Pavillon und bearbeitete für diesen Zweck Stücke von Johann Sebastian Bach, Joseph Haydn, Hindemith und Kurt Weill. Im selben Jahr war er für die Musikproduktion für die Eröffnungsevents der DTM und der Ausstellung Dortmund Forever verantwortlich. 2002 und 2003 gab er einige Klavierkonzerte zusammen mit dem Tonart-Orchester mit Musik von George Gershwin und Schostakowitsch. Steingen gab 2005 drei Vorstellungen als musikalischer Direktor und Pianist mit Antoschka, dem Clown des Moskauer Staatszirkus, mit dem Titel Ansichten eines Clowns und Der kleine Prinz und wurde 2006 Mitbegründer des World Parliament of Clowns. Im gleichen Jahr dirigierte Steingen in der Tonhalle Düsseldorf das Orchester der Akademie Nordrhein-Westfalen. Auf dem Programm stand Anton Bruckner: Symphony Nr. 7, Edvard Grieg: Peer Gynt Suite Nr. 1 und die Ouvertüre Der Utopist.
Steingen hatte Gastspiele auf den Alben Opium fürs Volk, Unsterblich, Zurück zum Glück, Nur zu Besuch und In aller Stille der Band Die Toten Hosen. Steingen ist verantwortlich für verschiedene musikalische Arrangements, Songbücher und Produktionen, unter anderem für die Künstler: Herwig Mitteregger, Michael Fitz, BAP, Guildo Horn, Peter Hofmann, Joy Fleming und Jason Hóman. Er schrieb zudem die Musik für einige Kinder-Hörbücher und produzierte sie zusammen mit Iris Gruttmann, darunter Annette Langens Abenteuerliche Briefe von Felix und die Geschichten von Schnappi und seinen Freunden.

## Filmmusik
- 1999: Waschen, Schneiden, Legen
- 2001: Die Meute (für Menschen hautnah vom WDR)
- 2001: Der Madendoktor (für Menschen hautnah)
- 2003: Engelchen flieg
- 2006: Contergan – Teil 1: Eine einzige Tablette / Teil 2: Der Prozess
- 2006: Behind the Curtain
- 2007: Das Leuchten der Sterne

## Auszeichnungen
- 1997 Platin-Schallplatte für Opium fürs Volk von Die Toten Hosen
- 2000 Platin-Schallplatte für Unsterblich von Die Toten Hosen
- 2002 zweiter Platz in der deutschen Vorentscheidung zum Eurovision Song Contest 2002 Joy Fleming & Jambalaya mit dem Titel Joy to the World.
- 2005 Platin-Schallplatte für Schnappi und seine Freunde
- 2010 Zweimal Platin Nur zu Besuch von Die Toten Hosen